# سوريا في الألعاب البارالمبية الصيفية 2008
شاركت سوريا في النسخة الثالثة عشر(13) من دورة الألعاب البارالمبية التي أقيمت في بكين بالصين في الفترة من 6 سبتمبر 2008 حتى 17 سبتمر 2008م، وقد تألفت البعثة السورية من (5) رياضيين بواقع (3) لاعب، (2) لاعبة، والذين تنافسوا في عدد (2) رياضة، وهي: ألعاب القوي، ورفع الأثقال.
| م | اسم اللاعب/اللاعبة | الرياضة     | الحدث        | ملاحظات |
| - | ------------------ | ----------- | ------------ | ------- |
| 1 | رشا الشيخ          | رقع الأثقال | وزن 67.5 كجم |         |
| 2 | ناتالي Yلياس       | رفع الأثقال | وزن 52 كجم   |         |
| 3 | عمار الشيخ أحمد    | رفع الأثقال | وزن 82.5 كجم |         |
| 4 | يحيى أبو مغبض      | رفع الأثقال | وزن 52 كجم   |         |
| 5 | محمد محمد          | ألعاب القوى | رمي الرمح    |         |

## النتائج والميداليات

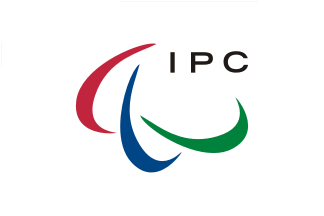

أسفرت مشاركة الوفد السوري في دورة الألعاب البارالمبية، والتي حلت فيها الصين في المركز الأول، عن إحراز سوريا لميدالية واحدة برونزية حازتها البطلة رشا الشيخ في رفع الأثقال وجاءت بقية النتائج علي النحو التالي:
| م | اسم اللعب       | النتيجة  | الترتيب | ملاحظات                                                             |
| - | --------------- | -------- | ------- | ------------------------------------------------------------------- |
| 1 | رشا الشيخ       | 117.5كجم | الثالث  | الحصول علي الميدالية البرونزية وهي الوحيدة في الدورة للمنتخب السوري |
| 2 | ناتالي الياس    | 87.5     | السادس  |                                                                     |
| 3 | عمار الشيخ أحمد | 192.5    | السادس  |                                                                     |
| 4 | يحيى أبومغيض    | 137.5كجم | السابع  |                                                                     |
| 5 | محمد محمد       | 37.66م   | السادس  | حصل اللاعب علي مجموع نقاط (970) نقطة                                |

وتعد الميدالية البرونزية التي أحرزتها رشا الشيخ أول ميدالية بارالمبية تحصل عليها سوريا في هذا المجال.

## روابط خارجية
- اللجنة البارالمبية الدولية